# 山下健二郎
山下 健二郎（やました けんじろう、1985年5月24日 - ）は、日本のダンサー、俳優。三代目 J SOUL BROTHERS from EXILE TRIBEのパフォーマー。
京都府長岡京市出身。身長179cm。血液型はO型。妻はモデルの朝比奈彩。

## 略歴
京都府で生まれる。親の転勤に伴い幼稚園から小学2年まで奈良県で暮らし、大和郡山市立郡山北小学校に通っていた。小学3年の時に京都に戻り、長岡京市立長岡第四中学校、京都府立向陽高等学校を卒業。
高校2年の文化祭をきっかけにダンスを始めた。大学ヘ進学するも10日も通わず中退。アルバイトをしながらダンスを続けていた生活が1年経過し、母親の勧めでキャットミュージックカレッジ専門学校ストリートダンス専攻に通う。卒業後はユニバーサル・スタジオ・ジャパン（USJ）に就職し、パレードダンサーをしていた。
2007年、『EXILE LIVE TOUR 2007 EXILE EVOLUTION』にバックダンサーとして出演。その後EXPG大阪校に開校と同時に通い始める。特待生を経てインストラクターとなりUSJの仕事を辞めた。
2009年、「第1回劇団EXILEオーディション」に参加。会社の人に名前と顔を覚えてもらおうと必死だったため、ボーカルオーディション以外なら何でもよかったという。最終候補者になったことを機に上京したが、レッスンとアルバイトに明け暮れる日々を送り、マクドナルド学芸大店でスイングマネージャーをしていた。
2010年4月、劇団EXILE風組のメンバーとなる。同年9月18日、『EXILE LIVE TOUR 2010 FANTASY』兵庫公演のリハーサル時に、EXILE HIROから三代目J Soul Brothersのメンバー決定が告げられた。
2011年7月19日、並行して活動してきた劇団EXILE風組を脱退する。

## 人物
- 小学3年から中学1年まで習っていた空手は初段で、中学時代に京都の大会で優勝した[15][16]。中学、高校時代はバスケットボール部に所属していた。中学、高校ともにキャプテンを務めていた[9]。
- 趣味は釣りで、2019年に二級小型船舶操縦士と特殊小型船舶操縦士の免許を取得した[17]。釣りファンの拡大、釣りのイメージ向上に貢献した著名人を表彰する「クールアングラーズアワード」を3年連続で受賞し、2021年に殿堂入りとなった[18]。
- 2021年にインテリアデザイナーとインテリアアドバイザーの資格を取得した[19]。

### 家族
- 3歳上の兄がいる[20]。母方の高祖父は陶芸家の4代目・清水六兵衛[21]。
- 2021年7月26日、モデルの朝比奈彩との結婚を発表[3]。2年の交際期間を経て結婚に至った[3]。三代目JSBのメンバーの中では、ELLYが子供をもうけるも未婚だったことから、山下が初の既婚者となった[3]。2024年3月25日に第1子[22]、2025年6月2日に第2子の誕生を発表した[23]。

## 出演

### テレビドラマ
- ろくでなしBLUES 第7話、第10話（2011年8月17日・9月7日、日本テレビ）
- フレネミー 〜どぶねずみの街〜（2013年7月 - 9月、日本テレビ） - 城ヶ崎健一 役
- 極悪がんぼ 第5話（2014年5月12日、フジテレビ） - 鬼切政夫 役
- ある日、アヒルバス（2015年7月 - 8月、NHK BSプレミアム） - 並木浩介 役
- ナポレオンの村（2015年7月 - 9月、TBS） - 岬直人 役
- HiGH&LOW〜THE STORY OF S.W.O.R.D.〜（2015年10月 - 12月、日本テレビ） - ダン 役
  - HiGH&LOW Season2（2016年4月 - 6月）
  - HiGH&LOW THE WORST EPISODE.O（2019年7月 - ）
- ナイトヒーロー NAOTO 第1話（2016年4月、テレビ東京） - エンディングダンス[24]
- 崖っぷちホテル! 第10話（2018年6月17日、日本テレビ） - 笠谷翔太郎 役
- 遊戯みたいにいかない。（2019年4月 - 6月、日本テレビ） - 荒巻弘彦 役
- 八王子ゾンビーズ（2020年1月 - 2月、TOKYO MX） - 主演・羽吹隆 役

### 配信ドラマ
- 福家堂本舗 -KYOTO LOVE STORY-（2016年10月 - 12月、Amazonプライム・ビデオ） - 桧山薫 役
- Love or Not（2017年3月 - 5月[25]、dTV・FOD） - 主演・宇佐美幸助 役
  - Love or Not 2（2018年10月 - 11月）
- 漫画みたいにいかない。（2017年10月 - 12月、Hulu） - 荒巻弘彦 役

### 映画
- ROAD TO HiGH&LOW（2016年） - ダン 役
  - HiGH&LOW THE MOVIE（2016年）
  - HiGH&LOW THE RED RAIN（2016年）
  - HiGH&LOW THE MOVIE 2 / END OF SKY（2017年）
  - HiGH&LOW THE MOVIE 3 / FINAL MISSION（2017年）
  - DTC -湯けむり純情篇- from HiGH&LOW（2018年） - 主演
- パンとバスと2度目のハツコイ（2018年）- 湯浅たもつ 役
- mellow（2020年） - 友情出演
- 八王子ゾンビーズ（2020年） - 主演・羽吹隆 役[26]

### 短編映画
- ウタモノガタリ -CINEMA FIGHTERS project-「幻光の果て」（2018年） - 主演・ヨシヤ 役[27]

### 舞台
- 劇団EXILE 第一回公演「Words〜約束/裏切り〜すべて、失われしもののため…」（2009年10月 - 11月）
- 劇団EXILE JUNCTION＃1「NIGHT BALLET」（2010年3月）
- 劇団EXILE 第四回公演「DANCE EARTH 〜願い〜」（2010年5月）
- 劇団EXILE 華組×風組合同公演「ろくでなしBLUES」（2010年12月） - 浜田 役
- 劇団EXILE「あたっくNo.1」（2013年8月 - 9月） - 大滝鉄男 少尉 役
- ムッシュ!（2013年10月 - 11月） - 戸崎尊志 役
- 漫画みたいにいかない。（2018年4月） - 荒巻弘彦 役
  - 漫画みたいにいかない。第2巻（2019年2月 - 3月、6月）
- 八王子ゾンビーズ（2018年8月） - 主演・羽吹隆 役[28]

### テレビ番組
- ZIP!（2018年4月 - 、日本テレビ） - 火曜メインパーソナリティー[29]
- 山下健二郎、古民家に住まう（2021年3月 - 12月、WOWOWプライム）[30]
- にじいろ☆ハワイ（2022年10月 - 2023年6月、BS12） - 番組ナビゲーター[31][32][33]
- とらべるプラス（2023年8月 - 2024年3月、BS12）[34][35][36]
- Bリーグ全力応援!バスケ魂 presented by バスケットLIVE（2024年10月 - 、BSJapanext） - MC[37]

### 配信番組
- Campingman（2019年8月 - 10月、FOD）[38]
- HEADLIGHT（2025年4月 - 、タクシーサイネージメディア「THE TOKYO TAXI VISION GROWTH」） - MC[39]

### ラジオ
- 三代目 J SOUL BROTHERS 山下健二郎のオールナイトニッポン（2015年4月 - 2019年3月、ニッポン放送）
- 三代目 J SOUL BROTHERS 山下健二郎のZERO BASE（2019年4月 - 、ニッポン放送）
- 太田胃散 presents Friday Night Party（2022年7月、TOKYO FM）[40]
- 山下健二郎のトーク・ライク・フィッシング（2023年9月 - 、NHKラジオ第1）[41][42]

### CM
- サントリー「ザ・モルツ」（2016年）[43]
- ソフトバンク「スポナビライブ」（2016年）[44]
- 日清「カップヌードル」（2018年）[45]
- ユニバーサル・スタジオ・ジャパン「ユニバーサル・サプライズ・ハロウィーン」（2019年） - 「ゾンビ・デ・ダンス」アンバサダー[46]
- スニーカーダンク（2020年 - 2021年）[47]
- PayPay（2021年）[48]

### アニメ
- 『HiGH&LOW g-sword』アニメーションDVD付き特装版 フラッシュアニメ（2017年） - ダン 役

### ミュージックビデオ
- CRAZYBOY「Double Play」（2018年）
- CRAZY四角形「WANAWANA」（2018年）[49]

### その他
- 集英社文庫「ナツイチ2015」キャンペーン メインキャラクター（2015年）[50]
- アパレルブランド「VADEL」イメージモデル（2015年 - 2016年）[51]
- ユニバーサル・スタジオ・ジャパン「ハロウィーン・イベント 2020」アンバサダー（2020年）[52]
- コーナン商事アンバサダー（2022年 -）[53]

## イベント

### 主催イベント
- 三代目 J Soul Brothers 山下健二郎のオールナイトニッポン presents 山フェス〜山下ベース in 横浜アリーナ〜（2018年10月27日、横浜アリーナ）[54]
- 三代目 J SOUL BROTHERS 山下健二郎のZERO BASE presents 山フェス〜山下ベースin横浜アリーナ 2020〜（2020年1月18日、横浜アリーナ）[55]
- 三代目 J SOUL BROTHERS 山下健二郎のZERO BASE presents 山フェス2022〜YAMASHITA GREATEST SHOW CASE〜（2022年3月5日、東京国際フォーラム ホールＡ）[56]
- 三代目 J SOUL BROTHERS 山下健二郎のZERO BASE presents 山フェス2023 〜YAMASHITA BEAT CAMP〜（2023年3月24日、東京国際フォーラム）[57]
- 三代目 J SOUL BROTHERS 山下健二郎のZERO BASE presents 山フェス2024 〜SOUND COLOSSEUM〜（2024年2月12日、横浜アリーナ）[58]
- 三代目 J SOUL BROTHERS 山下健二郎のZERO BASE presents 山フェス2025 〜JUNGLE〜（2025年1月26日、横浜アリーナ）[59]

### トークライブ
- KENJIRO YAMASHITA TALK TOUR 2025 "TSUDOI"（2025年8月15日 - 10月17日）[60]

## 書籍
- 『山下健二郎を作った50のこと。』Vol.1（2017年5月24日、LDH JAPAN）[61]
  - 『山下健二郎を作った50のこと。』Vol.2（2018年4月28日）[62]
  - 『山下健二郎を作った50のこと。』Vol.3（2020年10月17日）[63]
- 三代目 J Soul Brothers KENJIRO YAMASHITA WORKERS TOOL BOOK（2018年2月23日、宝島社）[64] ISBN 978-4800277473
- 三代目 J SOUL BROTHERS from EXILE TRIBE KENJIRO YAMASHITA CAMPING TOOL BOOK（2021年5月、宝島社）[65]
- フォト&スタイルブック『39』（2024年12月5日、幻冬舎）[66]
- KENJIRO'S DIY STATION OFFICIAL BOOK（2025年3月17日、宝島社）[67]

## プロデュース
- ブランド「HIGH FIVE FACTORY」（2021年 - ）[68][69]

## 作品

### 配信シングル
- SPOTLIGHT feat. PKCZ®（2025年2月4日）[70]

## 受賞
- クール・アングラーズ・アワード 2019[71]
  - クール・アングラーズ・アワード 2020
  - クール・アングラーズ・アワード 2021（殿堂入り）[18]
- 第4回 DIY AWARD（2019年）[72]
- スニーカーベストドレッサー賞 2022 アーティスト部門[73]
  - スニーカーベストドレッサー賞 2023 特別賞（殿堂入り）[74]
- 第9回 サンギ歯が命アワード 2023[75]